# Blindley Heath
Blindley Heath är en by i Surrey i England. Byn är belägen 36,4 km 
från Guildford. Orten har 1 199 invånare (2015).